# 迦南 (新罕布什爾州)
迦南（英語：Canaan）是一個位於美國新罕布什爾州格拉夫頓縣的鎮。

## 人口
根據2020年美國人口普查的數據，迦南的面積為142.80平方千米，當中陸地面積為138.20平方千米，而水域面積為4.60平方千米。當地共有人口3794人，而人口密度為每平方千米27人。